# Porphyridiales
Ordre
Familles de rang inférieur
- Porphyridiaceae
- Phragmonemataceae

Les Porphyridiales sont un ordre d'algues rouges unicellulaires de la classe des Porphyridiophyceae.

## Liste des familles
Selon AlgaeBase (7 août 2013), ITIS (7 août 2013), NCBI (7 août 2013) et World Register of Marine Species (7 août 2013) :
- famille des Phragmonemataceae Skuja
- famille des Porphyridiaceae Kylin